# Петраківська сільська рада
Петракі́вська сільська́ ра́да — адміністративно-територіальна одиниця та орган місцевого самоврядування в Катеринопільському районі Черкаської області. Адміністративний центр — село Петраківка.

## Загальні відомості
- Населення ради: 858 осіб (станом на 2001 рік)

## Історія
05.02.1965 Указом Президії Верховної Ради Української РСР передано сільради: Бродецьку, Пальчиківську, Петраківську та Ямнільську Тальнівського району до складу Звенигородського району.

## Населені пункти
Сільській раді підпорядковані населені пункти:
- с. Петраківка

## Склад ради
Рада складається з 12 депутатів та голови.
- Голова ради: Соколюк Володимир Леонідович
- Секретар ради: Олійник Світлана Миколаївна

### Керівний склад попередніх скликань
| Прізвище, ім'я, по батькові  | Основні відомості                                                 | Дата обрання | Дата звільнення |
| ---------------------------- | ----------------------------------------------------------------- | ------------ | --------------- |
| Лебедєв Володимир Мар'янович | Сільський голова, 1960 року народження, безпартійний              | 26.03.2006   | 31.10.2010      |
| Соколюк Володимир Леонідович | Сільський голова, 1969 року народження, освіта вища, безпартійний | 31.10.2010   |                 |

Примітка: таблиця складена за даними сайту Верховної Ради України

### Депутати
За результатами місцевих виборів 2010 року депутатами ради стали:

#### За суб'єктами висування
| Суб'єкт висування | Кількість обраних депутатів | %   |
| ----------------- | --------------------------- | --- |
| Самовисування     | 12                          | 100 |

#### За округами
| № округу | Прізвище, ім'я, по батькові      | Дата визнання обраним | Освіта             | Партійна приналежність | Відомості про обраного депутата      |
| -------- | -------------------------------- | --------------------- | ------------------ | ---------------------- | ------------------------------------ |
| 1        | Гордієнко Олександр Юрійович     | 01.11.2010            | вища               | позапартійний          | ТОВ АФ «Зоря», зав. Дільниц.         |
| 2        | Дорошенко Світлана Василівна     | 01.11.2010            | середня спеціальна | позапартійна           | Петраківська амбулаторія, мед.сестра |
| 3        | Маскис Надія Тимофіївна          | 01.11.2010            | вища               | позапартійна           | Петраківська амбулаторія, гол. лікар |
| 4        | Гордієнко Алла Миколаївна        | 01.11.2010            | середня спеціальна | позапартійна           | Петраківська амбулаторія, мол.сесра  |
| 5        | Татарчук Ірина Климентіївна      | 01.11.2010            | середня спеціальна | позапартійна           | Петраківська амбулаторія, мед.сестра |
| 6        | Круценко Лариса Анатоліївна      | 01.11.2010            | середня спеціальна | позапартійна           | Петраківський НВК, бібліотекар       |
| 7        | Гранковська Світлана Анатоліївна | 01.11.2010            | середня спеціальна | позапартійна           | Петраківська с\рада, гол.бухгалтер   |
| 8        | Гордієнко Надія Іванівна         | 01.11.2010            | вища               | позапартійна           | Петраківський НВК, директор НВК      |
| 9        | Олійник Світлана Миколаївна      | 01.11.2010            | середня спеціальна | позапартійна           | Петраківська с\рада, секретар        |
| 10       | Пасменко Петро Тимофійович       | 01.11.2010            | середня спеціальна | позапартійний          | пенсіонер                            |
| 11       | Домарецька Тетяна Василівна      | 01.11.2010            | вища               | позапартійна           | Петраківський ВПЗ, начальникВПЗ      |
| 12       | Козловський Василь Васильович    | 01.11.2010            | середня спеціальна | позапартійний          | Петраківська с\рада, землевпорядник  |